# Compsophorus pictus
Compsophorus pictus là một loài tò vò trong họ Ichneumonidae.